# Baiocco
Il baiocco o bajocco (al plurale baiocchi, bajocchi) è una moneta che fu emessa dal XV secolo fino al 1865.
L'origine del termine è incerta; potrebbe derivare da un denaro in argento dell'epoca merovingia con la scritta «BAIOCAS CIVITAS», ossia «città di Bayeux», in Francia.

## Storia
Inizialmente era il nome di una moneta da 12 denari, cioè di un soldo d'argento che imitava il grosso bolognino.

### Stato della Chiesa
Il nome fu poi preso dalle monete di questo valore emesse nello Stato della Chiesa.
Con l'aumentare del valore dell'argento il baiocco perse di peso mantenendo lo stesso valore. Divenuto troppo piccolo nelle dimensioni, fu nuovamente reso più grande con la diminuzione del titolo.
Sisto V lo fece battere con il valore di 4 quattrini (o 1/10 di giulio) ma con un 20% di intrinseco in meno.
Ne furono emesse grandi quantità che furono imitate dalla zecca di Urbino e falsificate a Gazoldo e a Castiglione delle Stiviere. Di conseguenza fu abolito nel 1592.
Nel 1602 fu emessa nuovamente una moneta dal valore di 1/2 baiocco e nel 1725 fu emesso il baiocco di rame. Cento baiocchi valevano uno scudo romano.
Nell'Ottocento era l'unità base dello Stato pontificio. Erano emesse monete da 1/2, 1, 2, 5, 10, 20 e 50 baiocchi. Furono battute fino al 1865, quando lo Stato della Chiesa, per ottenere l'adesione all'Unione Monetaria Latina, decise di introdurre il sistema decimale in uso in molti paesi europei, tra cui il Regno d'Italia.
Il valore era ancora di un soldo, cioè cinque centesimi di lira.

### Regno di Napoli
Nel Regno di Napoli furono chiamate con questo nome monete battute nel XVIII secolo.
Il tasso di cambio nel 1866 era 5,375 lire = 1 scudo = 100 baiocchi.

## In senso lato
Il nome è rimasto a lungo nella coscienza popolare e, particolarmente nelle zone in cui la moneta era diffusa, ha finito per significare "denaro" in senso lato e in locuzioni scherzose (es.: essere senza un baiocco). 
Il nome è stato ripreso dalla linea Mulino Bianco per un suo biscotto al cioccolato, la cui forma ricorda la moneta.